# Coltricia progressus
Coltricia progressus är en svampart som beskrevs av Corner 1991. Coltricia progressus ingår i släktet Coltricia och familjen Hymenochaetaceae.   Inga underarter finns listade i Catalogue of Life.